# Скульптура Японии
Скульптура Японии (яп. 日本の彫刻 нихон но тё:коку) развивалась преимущественно в контексте религии: доисторическая дзёмонская керамическая скульптура явно имела религиозное назначение, а с приходом в Японию буддизма популярность набирают статуи персонажей буддийского пантеона. После XIII столетия развитие японской скульптуры почти полностью замирает, вплоть до 1868 года оставаясь в рамках малых форм, таких как нэцкэ и окимоно. Новые веяния в искусство скульптуры принесли западные мастера.
Первые статуэтки японцы делали из глины, в период Яёй появилась деревянная скульптура, сыскавшая широчайшую популярность, а с VI столетия статуи стали делать и из бронзы. В VII веке возникла техника лаковой скульптуры.

## История
Наиболее ранние скульптурные изображения, найденные на территории современной Японии, сделаны из глины и относятся к XV тысячелетию до н. э. Вплоть до IV века до н. э. японцы создавали религиозную скульптуру в значительных количествах, пока дзёмонская культура не сменилась яёйской и их сменили украшенные орнаментами бронзовые колоколоподобные фигуры неизвестного назначения, дотаку. В период Кофун появился новый вид японской глиняной скульптуры: ханива.
В период Асука в Японию приходит буддизм. Первый крупный скульптор Японии — Курацукури-но Тори — создал несколько шедевров буддийской металлической скульптуры в храмах Хорю-дзи и Асука-дэра. Постепенно фронтальные скульптуры в стиле Северной Вэй сменились трёхмерными, а затем — стилем Хакухо. Приказ императора Сёму об обязательной установке в буддийских монастырях скульптур 741 года был издан в период расцвета буддийской скульптуры, характеризующийся увеличенными размерами статуй. Примером скульптуры того периода является 16-метровая статуя Великого Будды из храма Тодай-дзи. В 753 году в Японию прибыл влиятельный китайский монах Гандзин со свитой, в которой было и двое скульпторов; для Гандзина построили храм Тосёдай-дзи. Вместе с ними в японскую скульптуру проникли новые веяния из китайского искусства.
Скульпторы IX столетия были недовольны политикой двора и безусловной финансовой поддержкой буддийского духовенства, они отошли от традиции идеализированного натурализма и стали производить деревянные статуи из единого ствола (яп. 一木造 итибоку-дзукури), подчёркивая его форму. Примерно в то же время появилась и синтоистская скульптура — антропоморфные изображения ками, называемые синдзо.
В 894 году Япония перестала регулярно отправлять послов в Китай, влияние китайского искусства на японское ослабло, и местная скульптурная традиция стала развиваться независимо. Усилились позиции школы буддизма Чистой Земли, соответственно увеличилось количество скульптур будды Амиды и его миров в домах богатых японцев. Один из образцов такой скульптуры находится в Фениксовом павильоне Бёдо-ина, он принадлежит скульптору Дзётё. Ученики Дзётё основали влиятельные школы Ин и Эн, а затем и школу Кэй, оказавшую сильное влияние на всю буддийскую скульптуру Японии и черпавшую вдохновение в китайских статуях южносунского стиля.
Буддийская скульптура процветала вплоть до XIII столетия, когда увеличилась популярность аскетичного дзэн-буддизма. Скульпторы перепрофилировались на изготовление масок для театра но, небольших деревянный статуй для дворцов, храмов и святилищ, а также нэцкэ, окимоно и создание цуб для мечей. Известными скульпторами XVII века были странствующий монах Энку и мастер из Киото Симидзу Рюкэй (яп. 清水隆慶).
С XIX столетия японская скульптура начала черпать вдохновение в западных образцах.
- Деревянная синдзо бога Хатимана, IX век
- Будда Амида из Бёдоина, Дзётё
- Золотая сятихоко на крыше Осакского замка

### Глина
Глина была самым первым материалом для изготовления скульптур в Японии, и часто использовалась мастерами вплоть до XIII столетия. У многих полых японских лакированных скульптур в середине находится глиняный сердечник, и наоборот, у глиняных скульптур VII—VIII веков сердечник был деревянным. Примером такой глиняной скульптуры является раскрашенная статуя Сюконгодзина из Тодай-дзи, входящая в список национальных сокровищ. Глиняные статуи расписывали яркими пигментами, имитируя сложные орнаменты на тканях. Усложнение глиняных скульптур усложняло и устройство деревянного каркаса; для создания реалистичных складок на летящих тканях, ушей и пальцев стали применять бронзовую проволоку. У некоторых статуй глину наносили на деревянную болванку тонким слоем. С конца VIII столетия глина в скульптуре утратила часть популярности, её стали использовать в один-два слоя на деревянном основании и покрывать лаком.

### Дерево
Дерево — основной материал для изготовления скульптур в Японии, её даже называют «страной деревянной скульптуры». Древнейшие сохранившиеся деревянные статуи датируются периодом Яёй (300-е годы до н. э. — 300-е годы н. э.). Вскоре вместо монолитного куска дерева статуи стали производить из фрагментов, которые позже скрепляли вместе; примером такой скульптуры является Юмэдоно-Каннон из Хорю-дзи. Около ста лет в период с 650 по 750 дерево почти не использовали, затем скульпторы снова стали к нему обращаться, благодаря его дешевизне и лёгкости получения.
Японские скульпторы использовали камфорное дерево, кипарисовик туполистный (хиноки), торрею орехоносную, церцидифиллюм японский, дзелькву японскую и вишню мелкопильчатую. Излюбленным материалом была древесина хиноки. Будда Якуси-нёрай из храма Дзинго-дзи представляет собой характерный образец ранней деревянной скульптуры: он выполнен из единого куска хиноки, а скульптор намеренно оставил на своей работе следы зубила, подчёркивая безыскусность своего творения.
Ранние статуи вырезали из душистой древесины и окрашивали им небольшие фрагменты: глаза, губы и брови. Под краской находилось несколько слоёв лака, тканой материи и глины; на золочёные статуи наносили золотую фольгу, которую иногда покрывали тонким орнаментом в технике кириканэ. В период Хэйан ценился натурализм, и глаза статуй стали инкрустировать хрусталём, а зрачки зачернять.
Технология итибоку-дзукури, популярная в конце VIII—начале XIX века, требовала сперва грубо обработать болванку стругом, а затем снимать древесину более тонкими инструментами. Она имела фундаментальный недостаток: выполненные статуи постоянно раскалывались, несмотря на попытки мастеров избавиться от сердцевины бревна. В середине IX века было найдено решение: скульптуру высверляли изнутри, так что от плеч до щиколоток статуя оказывалась пустотелой. Эта технология называется утигури-дзукури (яп. 内刳造). Позже бревно стали раскалывать перед удалением сердцевины, заменяя часть древесины на отдельно обработанную. С начала X века была изобретена новая технология, позволявшая создавать композитные статуи большого размера, варихаги-дзукури (яп. 割矧造). С ней стало возможно изготавливать большие скульптурные образы людей, сидящих в позе лотоса. Дальнейшее развитие варихаги-дзукури привело к появлению технологии ёсэги-дзукури (яп. 寄木造), ускорившей работу над скульптурами; наивысшего мастерства в этой технологии достиг скульптор Дзётё.
Конец инновативным техникам в деревянной скульптуре Японии положило распространение аскетизма и изменения в отправлении буддийских обрядов; спрос на статуи упал. Кроме того, лучшие образцы (в частности, работы Дзётё) стали считать недостижимым идеалом, к которому следует стремиться, в результате чего новые скульптурные техники для работы с деревом более не разрабатывали.
- Примеры деревянной скульптуры
- Деревянная статуя Юмэдоно-Каннон, начало VII века
- Якуси-нёрай из Дзинго-дзи, конец VIII века
- Мутяку, Ункэй

### Бронза
Японская металлургия появилась в период Яёй, и именно бронза стала первым металлом, с которым работали литейщики. Основными техниками были литьё по выплавляемым моделям (Асука — конец Хэйана) и литьё в твёрдую форму (позднее).
Литьё по выплавляемым моделям производили следующим образом: на глиняную модель налепляли слой воска, а затем покрывали глиной. Модель затем нагревали, так что воск вытекал, оставляя пространство, куда заливали бронзу, преимущественно состоящую из меди с примесями олова, мышьяка, железа, свинца, серебра и висмута. Получившаяся после изъятия глины бронзовая фигура была очень грубой и требовала доработки штихелем, а черты лица зачастую наносили зубилом. Последним штрихом было золочение: скульптуру покрывали ртутно-золотой амальгамой, и после нагрева ртуть испарялась, а золото приставало к бронзовой поверхности.
Твёрдую форму изготавливали из дерева или глины, причём в случае, если требовалось произвести статую с вытянутыми конечностями, их отливали отдельно, а затем прикрепляли к корпусу. Форма состояла из двух слоёв глины: грубого внешнего и тонкого внутреннего, на который наносили все тонкие детали будущей статуи. Затем форму заполняли расплавленной бронзой. Преимуществом данного метода была значительно бо́льшая точность, в связи с чем особой обработки извлечённой из формы статуе не требовалось.
- «Большой Будда» Котоку-ина
- Якуси-нёрай, Якусидзи

### Лак
Лаковые скульптуры выполняли в одной из двух техник: даккацу-кансицу (яп. 脱活乾漆) и мокусин-кансицу (яп. 木心乾漆). Даккацу была импортирована из Китая и использовалась с середины VII века на протяжении примерно ста лет, после чего её заменила мокусин. Для создания скульптуры на глиняную основу с деревянным сердечником наматывали ткань, пропитанную лаком. После высыхания её разрезали, основу вытаскивали и заменяли на внутренний каркас. После завершения этого этапа на оболочку наносили ещё один слой лака, либо смеси лака, порошка ладана и опилок, на котором лопаточками формировали крупные черты лица и прочие выступающие детали; пальцы и развевающиеся шарфы формировали из другой смеси на проволочном каркасе. Итоговую скульптуру вскрывали чёрным лаком и при необходимости золотили или раскрашивали.
Статуи в технике мокусин-кансицу имеют деревянный сердечник, который покрывали тканью, а затем лаком; сердечник при этом могли выскоблить, чтобы он не потрескался; у нескольких скульптур сердечник композитный. У статуй типа Одиннадцатиликой Каннон из Сёрин-дзи руки выполнены из отдельных блоков, позже соединённых с корпусом. Последняя стадия развития японской лаковой скульптуры — деревянные фигуры с резьбой, на которые наносили не очень толстый слой лака; в этой технике выполнены Пять великих сидящих бодхисаттв (яп. 木造五大虚空蔵菩薩坐像) из Дзинго-дзи.
- Лаковая скульптура
- Тысячерукая Каннон из Тосёдай-дзи. Даккацу-кансицу
- Гобудзё, господин восьми Частей Света из храма Кофуку-дзи. Мокусин-кансицу

### Камень
В отличие от Китая, в Японии камень никогда не был важным скульптурным материалом; большинство из полутора сотен известных каменных статуй датируется VIII—XIV веками. В основном использовался гранит, реже туф, песчаник, сланец и известняк. С периода Эдо распространилось изготовление каменных статуэток Дзидзо.
- Каменные статуи в храме Мара-Каннон[яп.]
- Верстовой столб с изображением Дзидзо
- Статуэтки Дзидзо в Кофуку-дзи

### Железо
Использование железа в Японии было усложнено его плохим качеством (избыточной твёрдостью), единственные известные железные скульптуры создавали в XIII—XIV веках методом литья в твёрдую форму.